# Base des Forces canadiennes Calgary
La base des Forces canadiennes (BFC) Calgary est une ancienne base des Forces canadiennes située à Calgary en Alberta au Canada. Elle a été mise en opération en 1933 et sa fermeture a été annoncée lors de l'annonce du budget du gouvernement fédéral en 1996 et officialisée en 1998. La majorité de son personnel a été relocalisé à la base des Forces canadiennes Edmonton.

## Annexe